# Dreiundachtzig
Die Dreiundachtzig (83) ist die ungerade natürliche Zahl zwischen 82 und 84.

## Mathematik
83 ist:
- die 23. Primzahl, nach 79 und vor 89.[1]
- eine Sophie-Germain-Primzahl
- eine Sichere Primzahl
- eine Chen-Primzahl
- eine Hochkototiente Zahl

## Chemie
- 83 ist die Ordnungszahl von Bismut.